# Pont Eiffel d'Ungheni
Le pont Eiffel d’Ungheni (en roumain : Podul Eiffel) sur la rivière Prout, a été conçu par Gustave Eiffel et achevé en 1877 : il reliait alors le Royaume de Roumanie et l'Empire russe qui avait construit la gare de Ungheni, ils se partageaient la région historique de Moldavie.
Il relie les deux moitiés d'Ungheni séparées par la Prout, frontière entre la Moldavie et la Roumanie : sur la rive droite (occidentale) l'Ungheni roumaine, située dans la région roumaine de Moldavie occidentale, dans le Județ de Iași, et sur la rive gauche (orientale), en Bessarabie, l'Ungheni moldave, située en république de Moldavie et chef-lieu du raion d'Ungheni.
Depuis 1991 la rivière est frontalière entre la Roumanie et la Moldavie et de ce fait, elle sépare aussi l'Union européenne et l'OTAN (rive droite) de la CEI et de la zone d'influence russe (rive gauche) et à ce titre, le pont Eiffel d'Ungheni est très surveillé par la Frontex.

## Galerie photographique

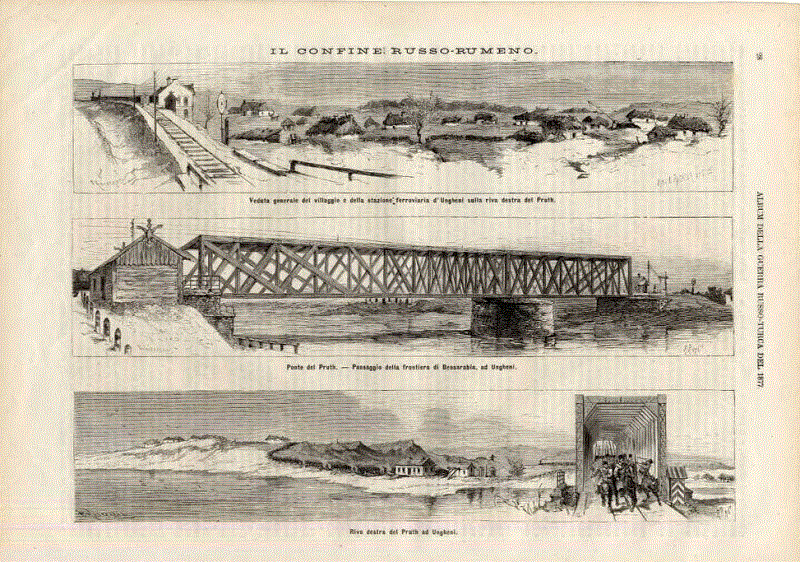
Gravure britannique montrant le pont à son inauguration.

## Source
1. ↑  Historia.ro du 19 juin 2013 .
2. ↑  Regulation (EU) 2016/1624